# ديف هيرنانديز
ديف هيرنانديز (بالإنجليزية: Dave Hernandez)‏ هو موسيقي وعازف قيثارة أمريكي، ولد في 22 سبتمبر 1970 في غوادالاخارا في المكسيك.

## وصلات خارجية
- ديف هيرنانديز على موقع ميوزك برينز (الإنجليزية)
- ديف هيرنانديز على موقع ديسكوغز (الإنجليزية)